# Дніпропетровський національний історичний музей імені Дмитра Яворницького
Дніпропетро́вський націона́льний істори́чний музе́й ім. Д. І. Яворни́цького — музей у місті Дніпро, який був заснований губернатором Андрієм Фабром 1849 року. Колекція музею охоплює експонати від часів палеоліту до періоду другої половини ХХ століття. Серед відомих експонатів — половецькі «баби», Керносівський ідол та колекція козацьких старожитностей.

## Історія

### Громадський музей («Общественный музей»)
19 березня (за старим стилем) 1849 року в Катеринославі за ініціативою директора місцевої гімназії Якова Грахова та губернатора Андрія Фабра було створено перший музей краю — так званий «Общественный музеум Екатеринославской губернии». Він розташовувався в Потьомкінському палаці, який належав Дворянському губернському зібранню. Під час Кримської війни (1853—1856) музей розташовувався в приміщенні Катеринославської класичної чоловічої гімназії (спочатку експонати знаходился у будівлі, яка стояла в районі сучасного театру ім. Шевченка, а потім, після будівництву нового корпусу, переїзхали туди. Наразі це корпус Медакадемії на Соборній площі), яка і стала його постійним місцем перебуванням до початку XX століття.
У музеї експонувалися археологічні знахідки, старожитності місцевого краю, кам'яні статуї, а також реліквії Давнього Єгипту, Античної Греції, монети, зразки різних гірських порід, палеонтологічні останки. Найвизначнішою пам'яткою вважалася мумія єгипетської жінки з дитиною, яка і сьогодні зберігається в музеї (за легендою вона була привезена губернатором А. Я. Фабром з Одеського краєзнавчого музею під час Кримської війни 1854—1856 років). Перше десятиріччя з часу заснування було найкращим часом для «Общественного музеума». Захоплені ідеєю нового музею, містяни, любителі історії й старовини жертвували гроші на музейне обладнання та інші придбання, приносили в музей нові експонати.
У 1860-ті — 1900-ті роки без фінансової підтримки влади музей почав занепадати.

### Приватний музей О.М.Поля

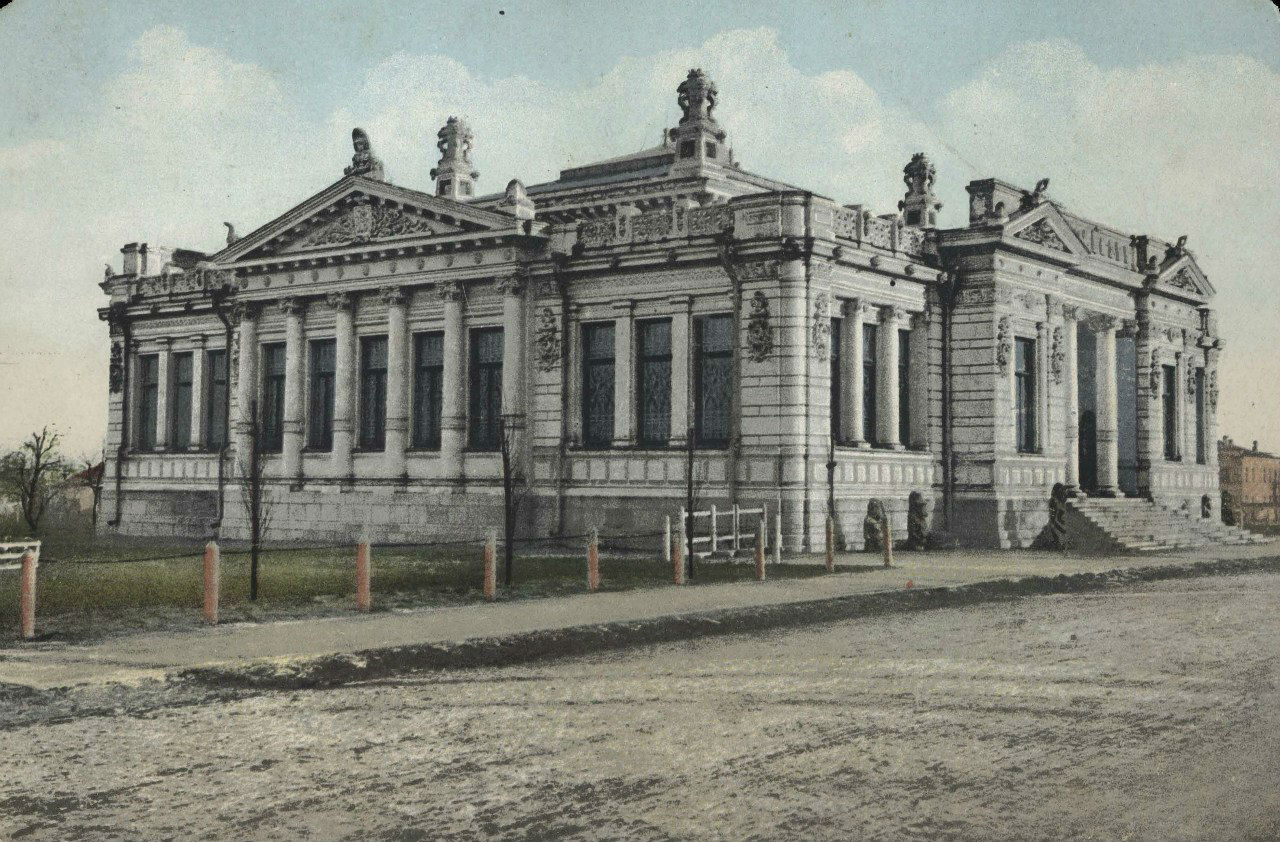
Музей імені Поля (1910-ті роки)

У 1887 році Почесний громадянин Катеринослава О. М. Поль відкрив у місті перший приватний музей, що містився в 4 кімнатах його власного будинку на Соборній площі. Колекція Поля була одним із найбільших і відомих зібрань та налічувала понад 4770 предметів.
У музеї Поля було 7 відділів. Значну частину експозиції становили археологічні знахідки, знайдені Полем у курганах та інших похованнях на території Катеринославської губернії, зокрема на Криворіжжі. Виставлена колекція також містила реліквії запорізького козацтва, єгипетські старожитності, культові предмети, монети всіх країн світу різних часів, живопис. Музей мав навіть спеціального зберігача-екскурсовода. Вартість Полівського зібрання власник оцінював у 200 тисяч карбованців сріблом.
Після смерті Поля в 1890 році громадськість міста виступила з ініціативою про створення губернського музею його імені.

### Створення обласного музею
Обласний музей ім. О. М. Поля був урочисто відкритий 6 травня 1902 року в будівлі Комерційного училища (нині будівля Дніпропетровської облради). Поступово до нього було додане зібрання першого «громадського музею», що зберігалося в класичній гімназії, приватного музею О. Поля, колекції Д. І. Яворницького, інших власників колекцій.
За статутними положеннями він створювався як природничо-історичний, у якому об'єднувалися б гуманітарний і природничий напрями досліджень.
Спеціально для музею під наглядом архітекторів Й. К. Сандецького і Г. І. Панафутіна в 1905 році було побудовано приміщення за структурою будинку Гофмана в Берліні. За перше десятиріччя з невеликої колекції в 300 предметів музей виріс до майже 10-тисячного зібрання археологічних знахідок різних періодів і культур, запорізьких козацьких реліквій, церковних старожитностей, етнографічних, нумізматичних, предметів живопису, виробів народно-прикладного мистецтва, книг і документів, фотоматеріалів, які були розподілені за 9 розділами.

### Розширення фондів

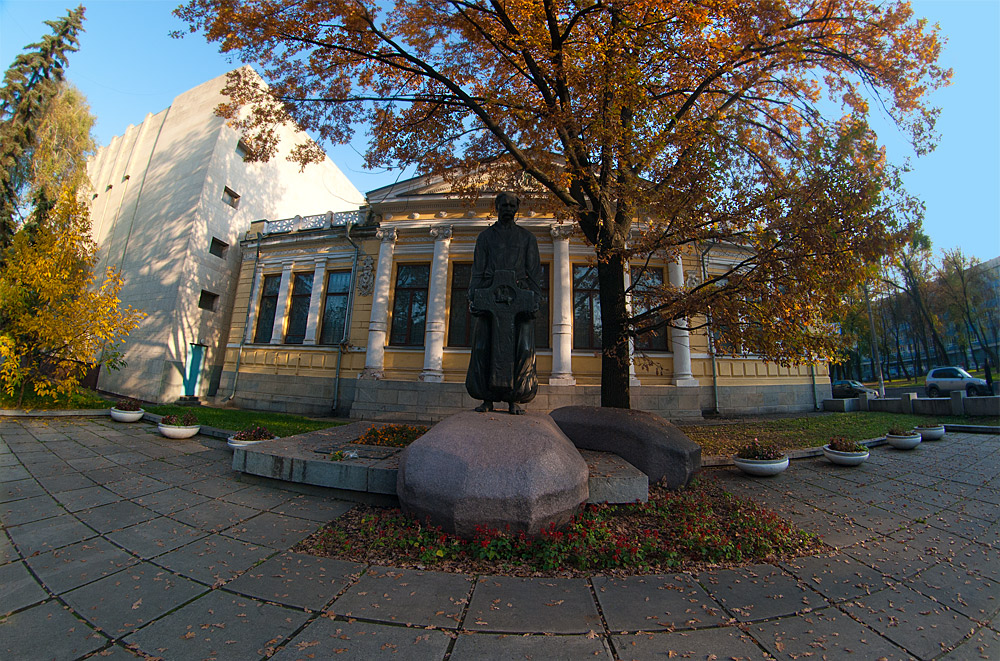
Могила Дмитра Яворницького біля музею

У 1917—1923 роках музей поповнювався приватними колекціями, предметами з дворянських будинків, земських установ, а директор докладав максимум зусиль, щоб зберегти музейну колекцію і будівлі від руйнування і грабунку. У цей час він мав назву Народний музей Катеринославщини.
У 1927—1932 роках фонди музею значно збагатились знахідками Дніпробудівської археологічної експедиції, яку очолив Д. І. Яворницький. Десятки тисяч одиниць археологічних предметів, знайдених на величезній території, де повинен був стояти Дніпрогес, надійшли до музею. У ці роки музей називався Дніпропетровський краєвий історико-археологічний музей.
У 1940 році, після смерті Д. І. Яворницького, музей був названий на його честь — Дніпропетровський історичний музей імені Д. І. Яворницького.
З 1933 по 1941 рр. музей змінив 11 директорів, більшість з яких була репресована.
2005 року музей отримав Премію імені Дмитра Яворницького Національної спілки краєзнавців України.

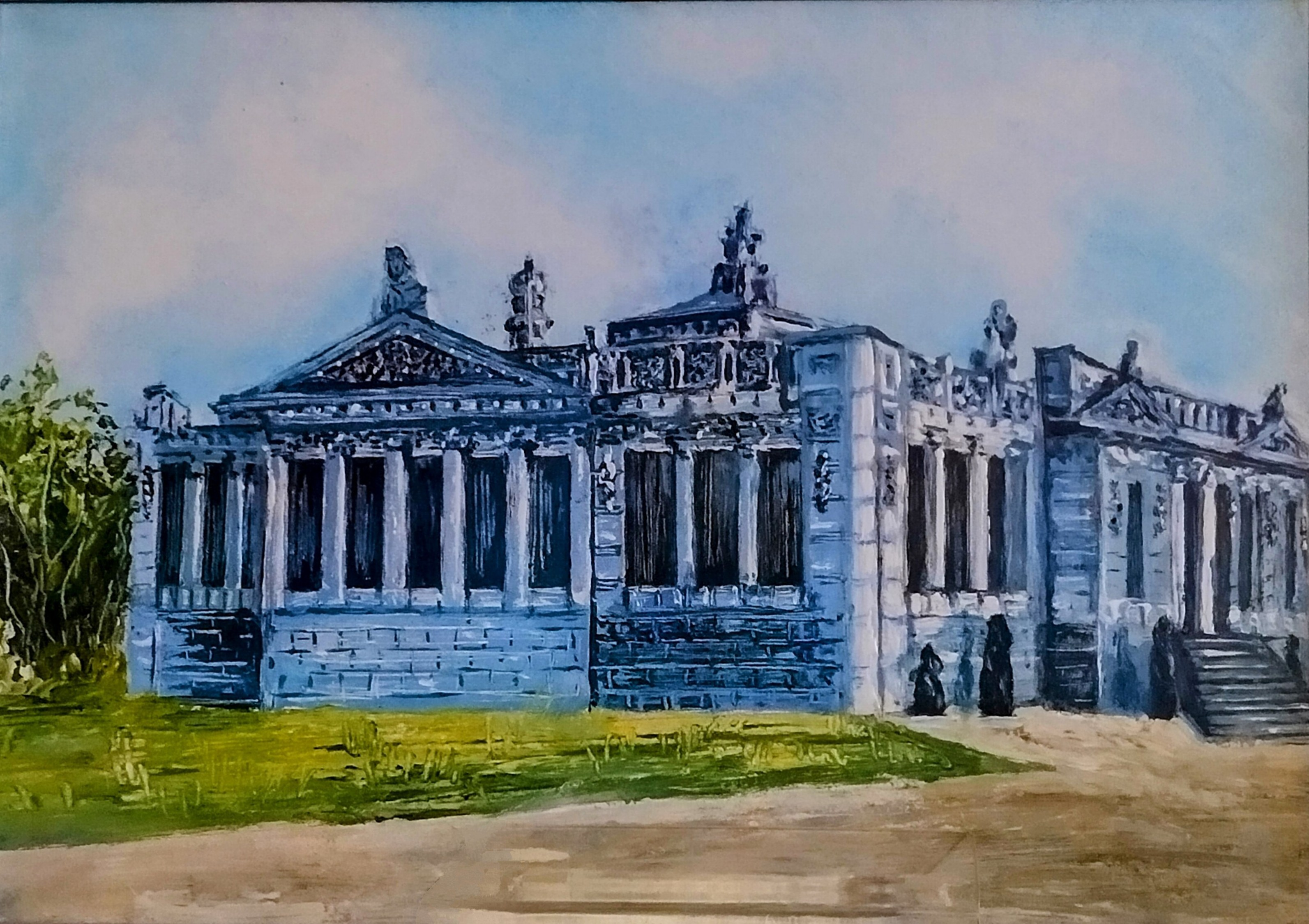
Музей на малюнку з колекції Меморіального будинку-музею Дмитра Яворницького

15 лютого 2010 року історичний музей отримав статус «національного».

### Втрати в роки війни, відновлення

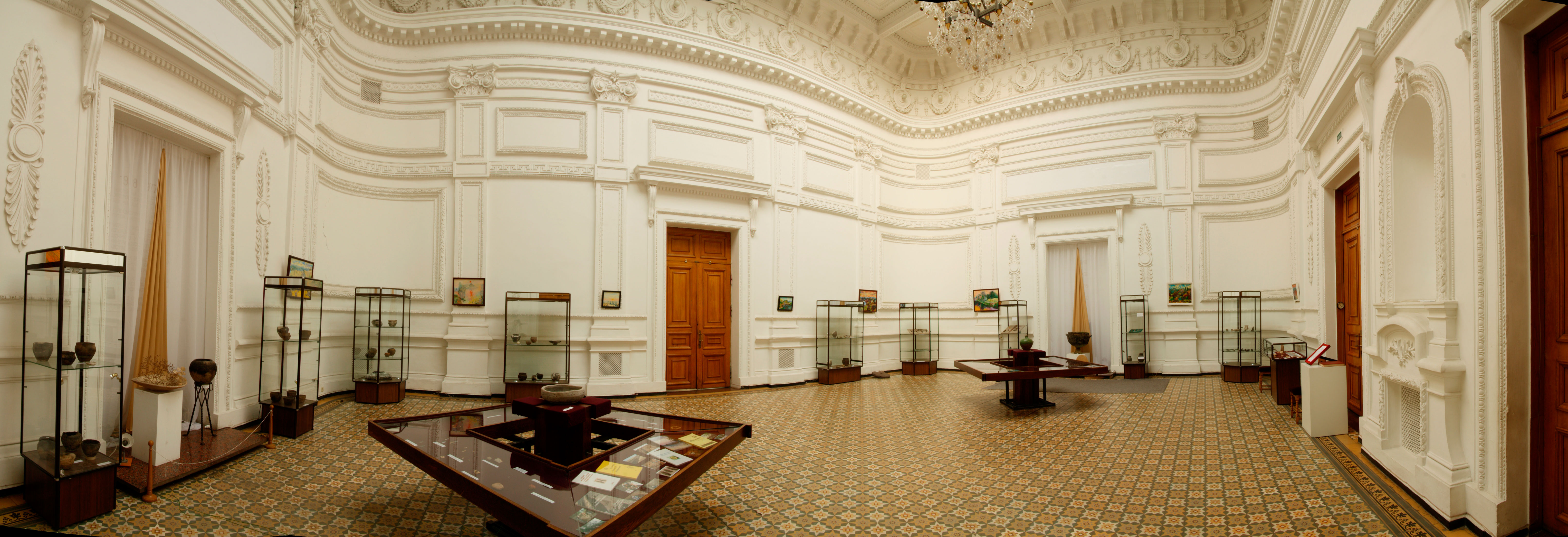
Біла зала (зала № 10)

Великі втрати зазнав музей під час Другої світової війни. У роки окупації його перенесли до будинку Художнього музею на вулиці Шевченка, оскільки гарну й зручну будівлю на центральному проспекті вирішив зайняти під свою штаб-квартиру комендант міста Рудольф Клостерман. Евакуйовані на схід музейні предмети майже всі втрачені, ті, що залишилися в місті, вивезені німцями. Тільки невелика частина матеріалів була врятована технічними працівниками музею М. Я. Білим і П. К. Дузь.
6 серпня 1961 року за директорства М. Я. Ханіаса-Нібо відбулося перепоховання Дмитра Яворницького. Труну з його тілом перенесли з міського кладовища до стін музею. 8 листопада 1995 році на його могилі було встановлено пам'ятник (скульптор — Володимир Наконечний, архітектор — Василь Мірошниченко).
Відродження музею тривало протягом 1970—1980-х років за директорства Г. Ф. Ватченко. 9 травня 1975 року відкрита діорама «Битва за Дніпро», а 7 травня 1977 року — нова експозиція з історії краю від найдавніших часів до закінчення Другої Світової війни.
Особливий внесок у розвиток наукової та видавничої діяльності музею припадають на часи роботи Г. І. Шевченка, заступника директора музею з наукової роботи (1952—1975). Саме за його редагуванням музей видав свої перші каталоги: кераміка, нумізматика і зброя.

## Новітні поповнення фондів
У 1999 році професор Анатолій Фоменко передав музею свою колекцію «Шевченкіана», що налічує близько 2000 предметів.
Серед них 350 книг із творами Тараса Шевченка і видань, присвячених його життю і творчості, багато листівок: з автопортретами Шевченка, репродукціями його живописних та графічних творів, малюнків, а також листівки, створені на теми його віршів, із зображеннями пам'ятників поету, місць, де він мешкав тощо; а також значки, медалі, екслібриси, філателістичні предмети, портрети та інші речі. Одними із найбільш цінних в колекції є прижиттєвий «Кобзар», виданий у 1860 році завдяки меценатству Платона Симиренко, «Кобзар» празького видання 1867 року, збірка «Поезії Т. Г. Шевченка, заборонені в Росії», видана в Женеві в 1890 році.

## Зали музею

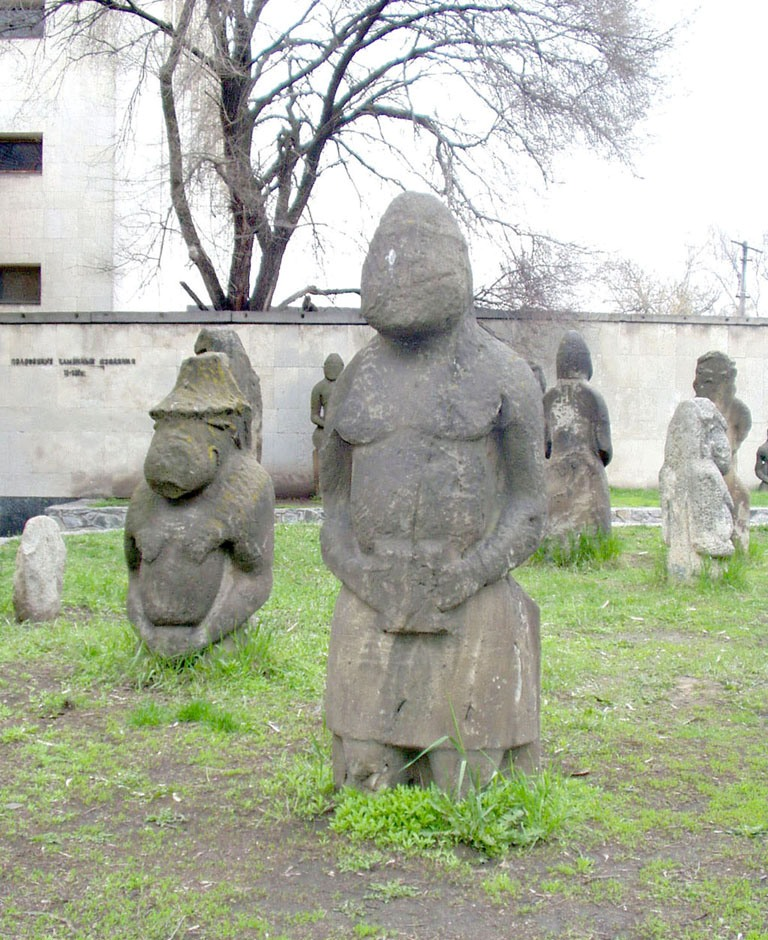
Скіфські і половецькі кам'яні баби біля музею

Нині експозиція з історії краю від найдавніших часів до сучасності налічує 9 залів:
- Давня історія краю
- Запорозьке козацтво
- Катеринославщина в XIX ст.
- Промисловий переворот кінця XIX — початку XX ст.
- Громадянська війна (1917—1920)
- Край у 1920—1939 роках
- Край у Другій світовій війні (1939—1945). Зала на реекспозиції з 2018 року.
- Сучасна історія Дніпропетровщини (1945 — сьогодення). Зала на етапі реекспозиції та перебудови з 1997 року.
- Постійна виставка «Це не повинно повторитися» (сталінські репресії на Дніпропетровщині в 1930–1950-х роках)

### Зала 1. Давня історія краю

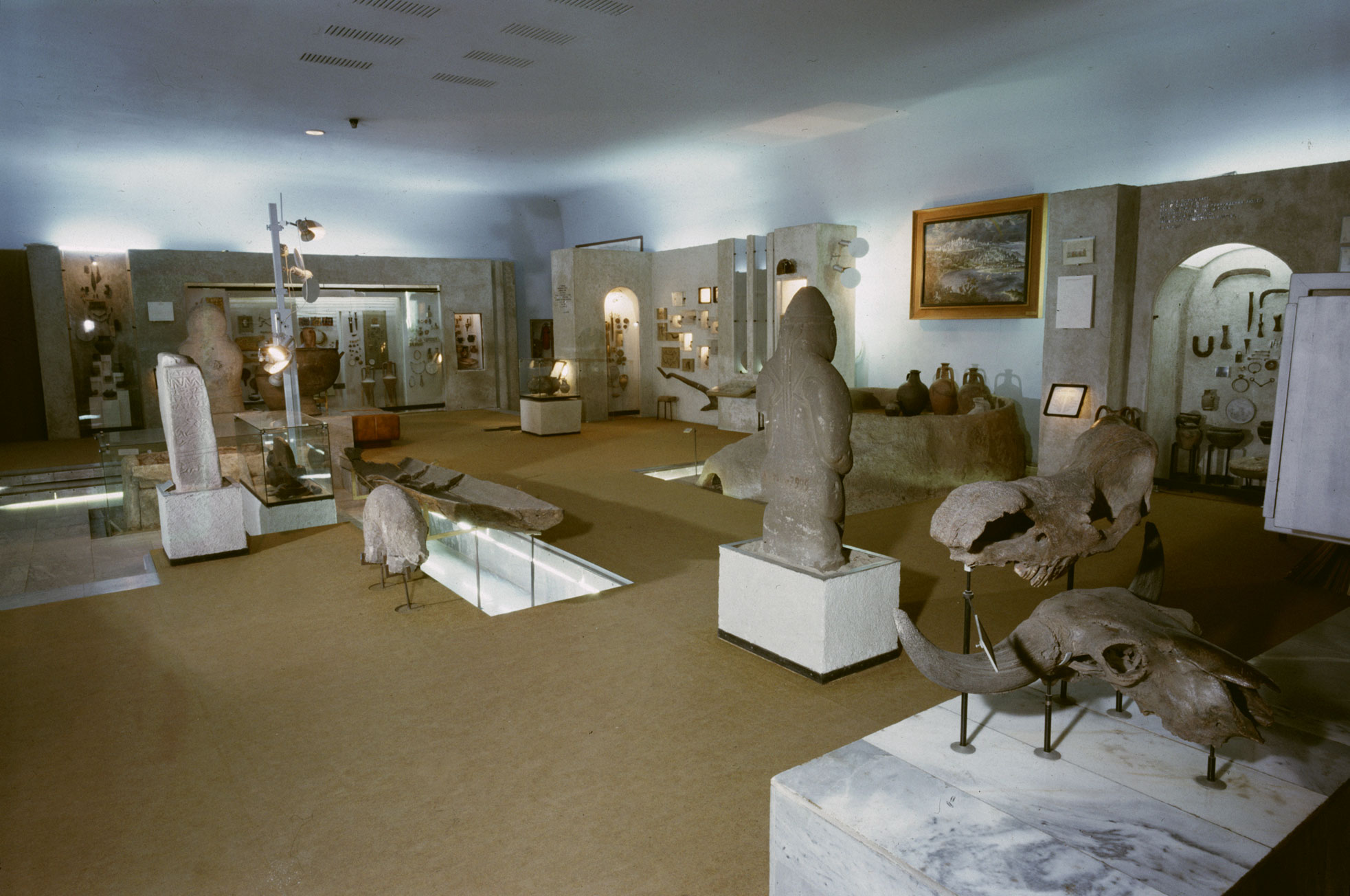
Зала № 1

Найдавніші пам'ятки археології краю належать до кам'яної доби (від палеоліту — давньокам'яного віку — до неоліту — новокам'яного віку). Серед них — такі раритети як вістря дротику епохи верхнього палеоліту з добре збереженими насічками на його поверхні.
До числа пам'яток мезоліту (середньокам'яної доби, — X—VII тисяч до н. е.), представлених у залі, належить вирізка з родового могильника поблизу села Василівка Синельниківського району.
Із мідно-кам'яної доби (IV—III тисяч до н. е.) до середньовіччя (XIII—XIV ст.) степи Подніпров'я населяли так звані курганні народи — давньоарійські, іраномовні, а також тюрко- і монголомовні скотарсько-землеробські племена, у середовищі яких виник та існував обряд поховання в курганах. Десятки предметів, знайдених у цих курганах: зброя, знаряддя праці, прикраси, посуд, представлені у вітринах зали. Бронзова доба (II тис. до н. е.) представлена унікальним скарбом бронзових предметів (близько 80 одиниць), що був знайдений біля с. Лобойківка.
Пам'яткою національного значення, пов'язаною з давніми курганними народами (аріями), є Керносівський ідол. Це антропоморфна стела, що зображує верховне божество (Творця Всесвіту) арійського пантеону і датується другою половиною III тис. до н. е. Керносівський ідол був випадково знайдений у 1973 році школярами села Керносівки Новомосковського району.
У залі представлена різноманітна скіфська колекція музею: кам'яні баби (VI—IV ст. до н. е.); зброя — мечі, кинджали, вістря стріл, дротиків, списів; кінська збруя — вудила, псалії, пряжки; предмети прикладного мистецтва у «звіриному стилі»; предмети з міфологічними зображеннями: дзеркало з малюнком, каблучка з зображенням карлика, що їде верхи.
Також представлено два давньоугорських поховання шляхетних воїнів IX ст. н. е. (Васильківський і Криничанський райони Дніпропетровської області) з численними предметами із срібла та золота — прикрасами, зброєю, обладунком та велика піч для опалення кераміки VII ст. н. е. з аланського поселення в балці Канцерівка. А поруч — речі зі слов'янських поселень, що з'являються на території краю в V—VII ст. н. е..
Загалом колекція кам'яної пластики складається з двох частин (статуї та інші пам'ятки) і нараховує 86 кам'яних скульптур, вік яких коливається від III тисячоліття до н. е. до XIII століття н. е. Серед них: п'ять антропоморфних стел III—ІІ тисячоліть до н. е.; п'ять скіфських стел VI—IV століть до н. е.; одна готська статуя VI століття н. е.; одна тюркська статуя Х-ХІ століття та 70 половецьких кам'яних баб XII—XIII століття.

### Зала 2. Запорозьке козацтво

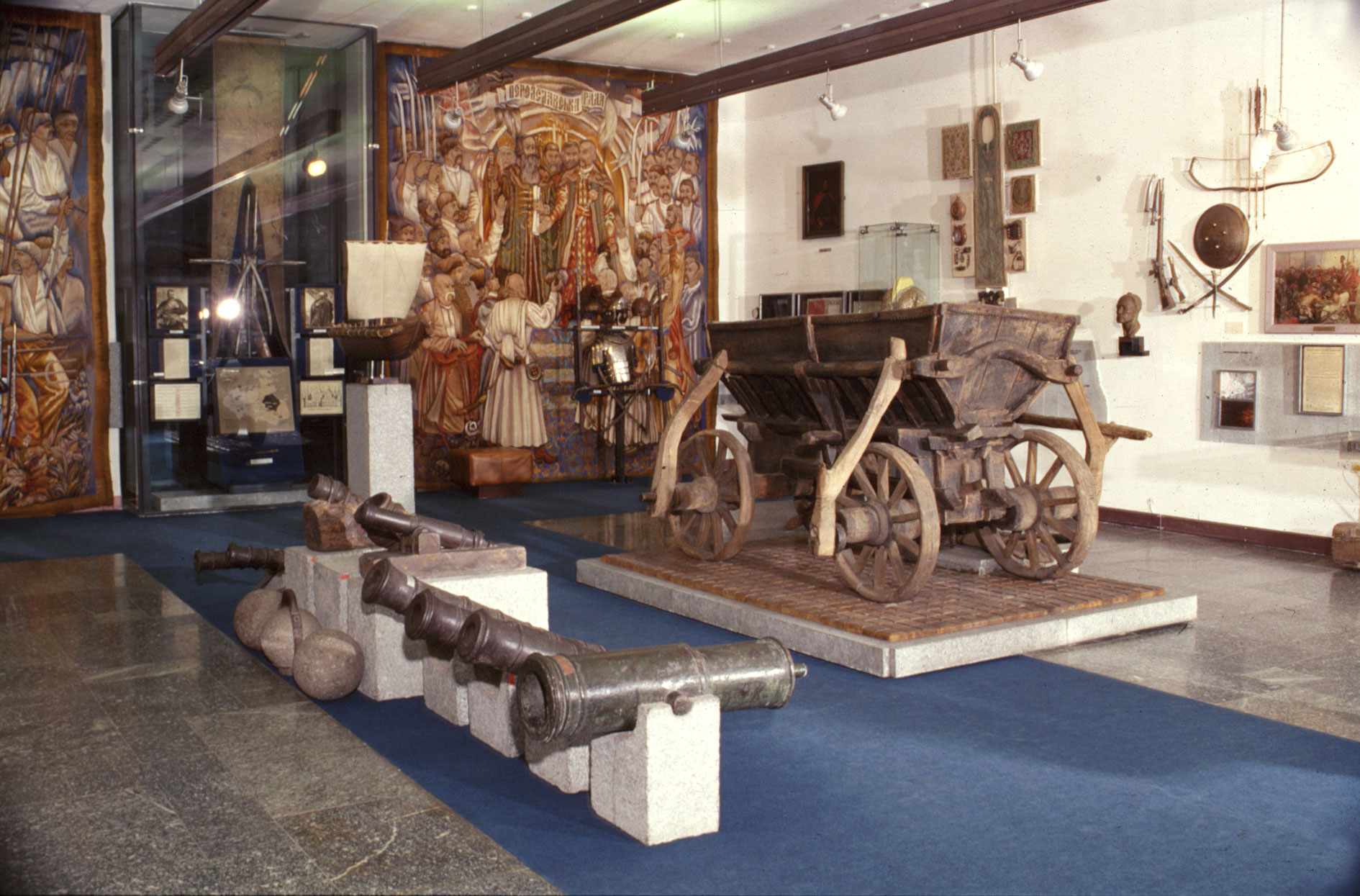
Зала № 2

Експозиція зали присвячена запорізькому козацтву, виникнення якого відносять до XV ст. За триста років у Великому степу козаками було послідовно засновано вісім Січей. П'ять із них розташовувалися на території сучасної Дніпропетровщини. У центрі зали можна побачити макет останньої Нової (Підпільнянської) Січі, який надає уявлення про влаштування укріплених поселень запорожців.
Поруч експонується «дуб» — човен-довбанка, на якому козаки безстрашно долали Дніпрові пороги, та макет «чайки» — військового вітрильного судна козаків.
Образ козака знайшов втілення в народних картинах «Козака-Мамая», три таких експонуються в залі. У традиційних образах цих картин показані мотиви народної творчості: козак — захисник, кінь — його воля, дуб — сила, бандура — співучість.
Поряд із народним образом козака можна побачити й реалістичніше зображення запорізького козака — картина М. Струннікова «Запорожець» (1906). Позував для створення цієї картини чемпіон світу з боротьби, нащадок запорізьких козаків Іван Піддубний.
У залі представлені предмети побуту та зброя запорожців: гармати-мортири, «гаківниці», кременеві рушниці, козацька шабля шамшир XVIII ст., на лезі якої зображені перехрещенні булава та пірнач із написом «Вѣрность землѣ и преданіямъ», та 2 ковані гармати кінця XVI ст., знайдені в 1872 році на дні запорізької чайки, що затонула на Дніпрі біля острова Хортиця.
Також у залі представлено версію листа кошового отамана Івана Сірка турецькому султанові.
.

### Зала 3. Катеринославщина у XIXст.

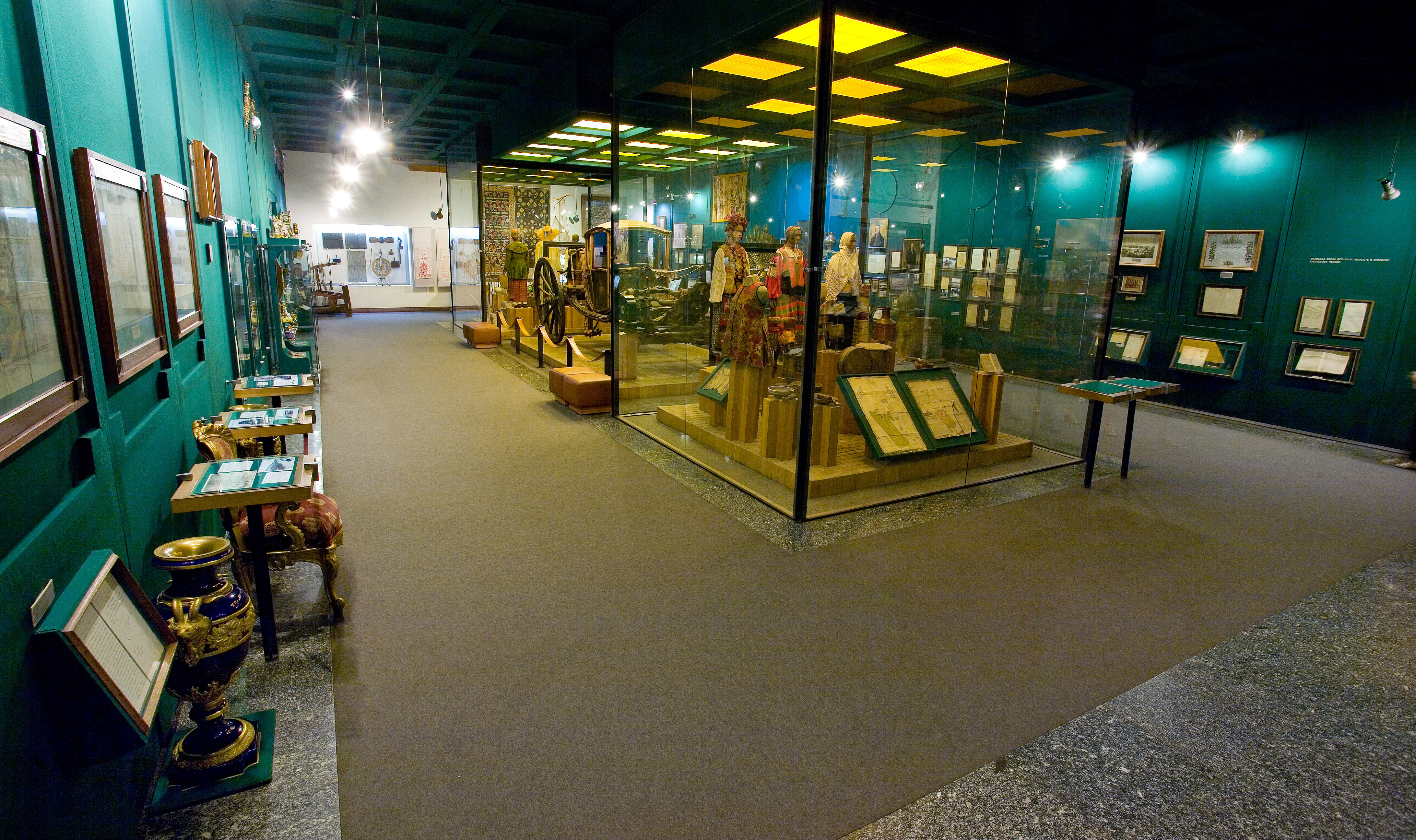
Зала № 3, 2017 рік

У центральній вітрині розміщено одяг і предмети побуту поселенців краю. Тут поряд з українським одягом представлений одяг і головні убори російських селянок, волоський жіночий одяг, російські, грецькі, волоські вишиті рушники, грецький мідний глек та барабан, дерев'яний посуд, яким користувалися землероби в полі, — загальні миски з сільницями, дерев'яне відро і баклага для зберігання води.
У цей же час засновано губернський центр — Катеринослав. В експозиції перші плани міста Катеринослава, з яких особливу цінність являє план 1792 року, складений відомим російським архітектором І. Є. Старовим з особистим підписом Катерини II.
У залі представлена одна з карет кортежу російської імператриці Катерини II, що перебувала в місті на шляху до Криму. Одна із 40 карет, створених спеціально до царської подорожі, випадкова залишилася в Катеринославі.
Історію та побут дворянства XVIII ст. презентують масивна «Родословная книга потомственных дворян Екатеринославского уезда Екатеринославской губернии», вироби з порцеляни, скла, каменю, що прикрашали палаци катеринославських дворян. Більшість із них має не тільки історичну, а й художню цінність, як зразки виняткової роботи західноєвропейських та вітчизняних майстрів.
Із самого початку Катеринослав створювався не тільки як адміністративний, а й як торговельно-промисловий центр. Уже наприкінці XVIII — на початку XIX ст. тут працювали заводи салотопні та миловарінні, винокурінні для потреб губернії, чавуноливарні. Була також суконна фабрика, пивоварінні, макаронні, цукрові, тютюнові, бавовняні. На території міста було три великих постійних ярмаркових майданів.
Чимало експонатів присвячено Кримській війні 1853—1856 років. Про участь у цій війні катеринославців свідчать такі документи: «Вирок» (ухвала) лоцманської общини про пожертвування двох тисяч рублів на користь російської армії, фотографія 1901 року, на якій зображені матроси-нікопольчани, які взяли участь у Кримській війні; подяка Олександра II жителям губернії за великий внесок.

### Зала 4. Промисловий переворот кінця XIX— початку XXст.

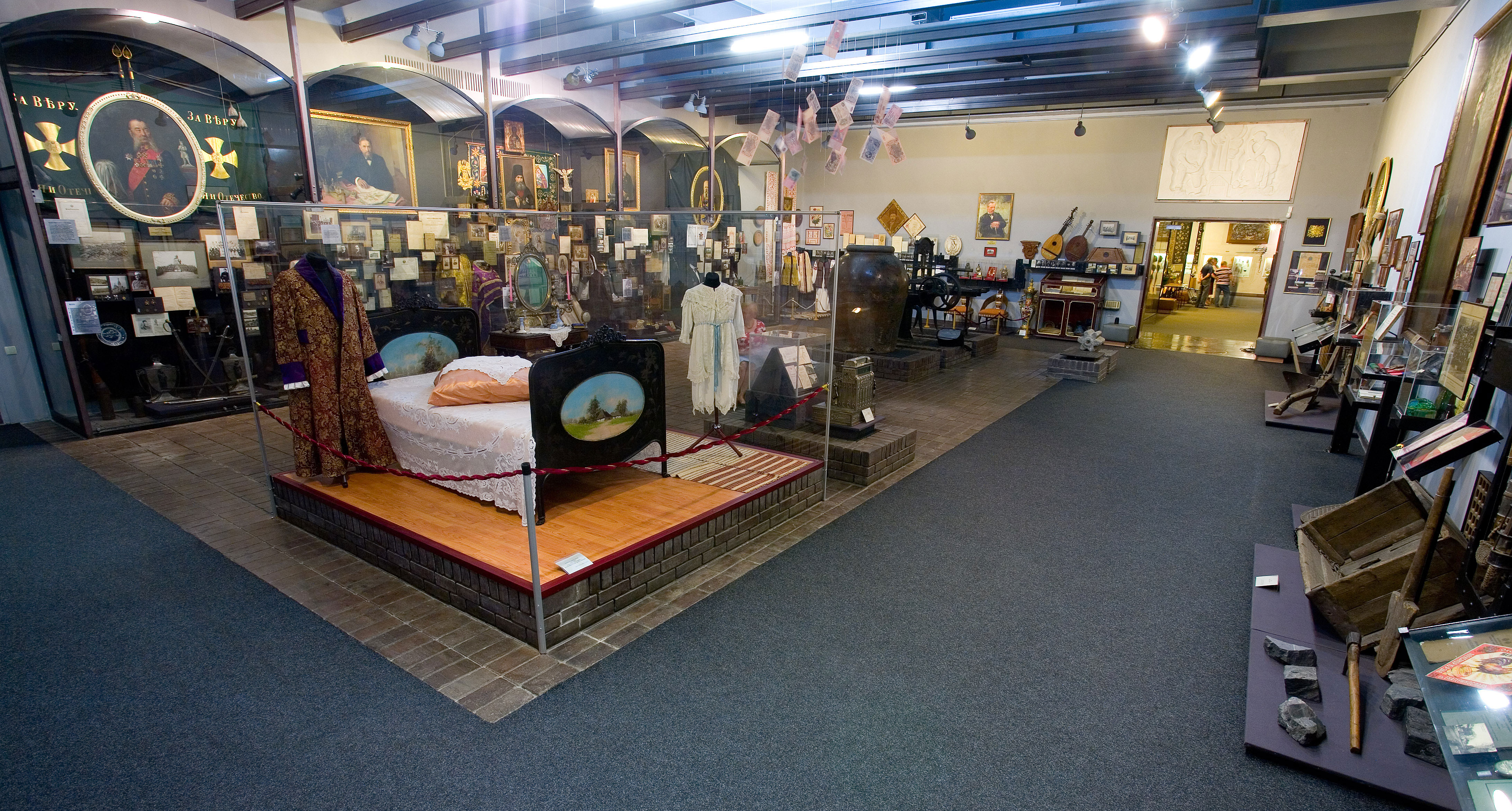
Зала № 4

Художнє оздоблення зали (металеві конструкції стелі і вітрин, які нагадують прохідну і цехи металургійного заводу, цегляна підлога, схожа на міську бруківку) і його численні експонати переносять нас у часи другої половини XIX — поч. XX ст.
Промислова революція, індустріалізація, модерні процеси перетворили регіон на одних із провідних. У залі представлена історія розвитку промислового будівництва, залізниці, виробництв окремих товарів.
Частина експозиції розповідає про участь жителів Катеринослава в Першій світовій війні.
.
Автором реекспозиції зали та його завідувачкою є Лазебник В. І.

### Зала 5. Українська революція та Катеринославщина у 1917—1922 роках

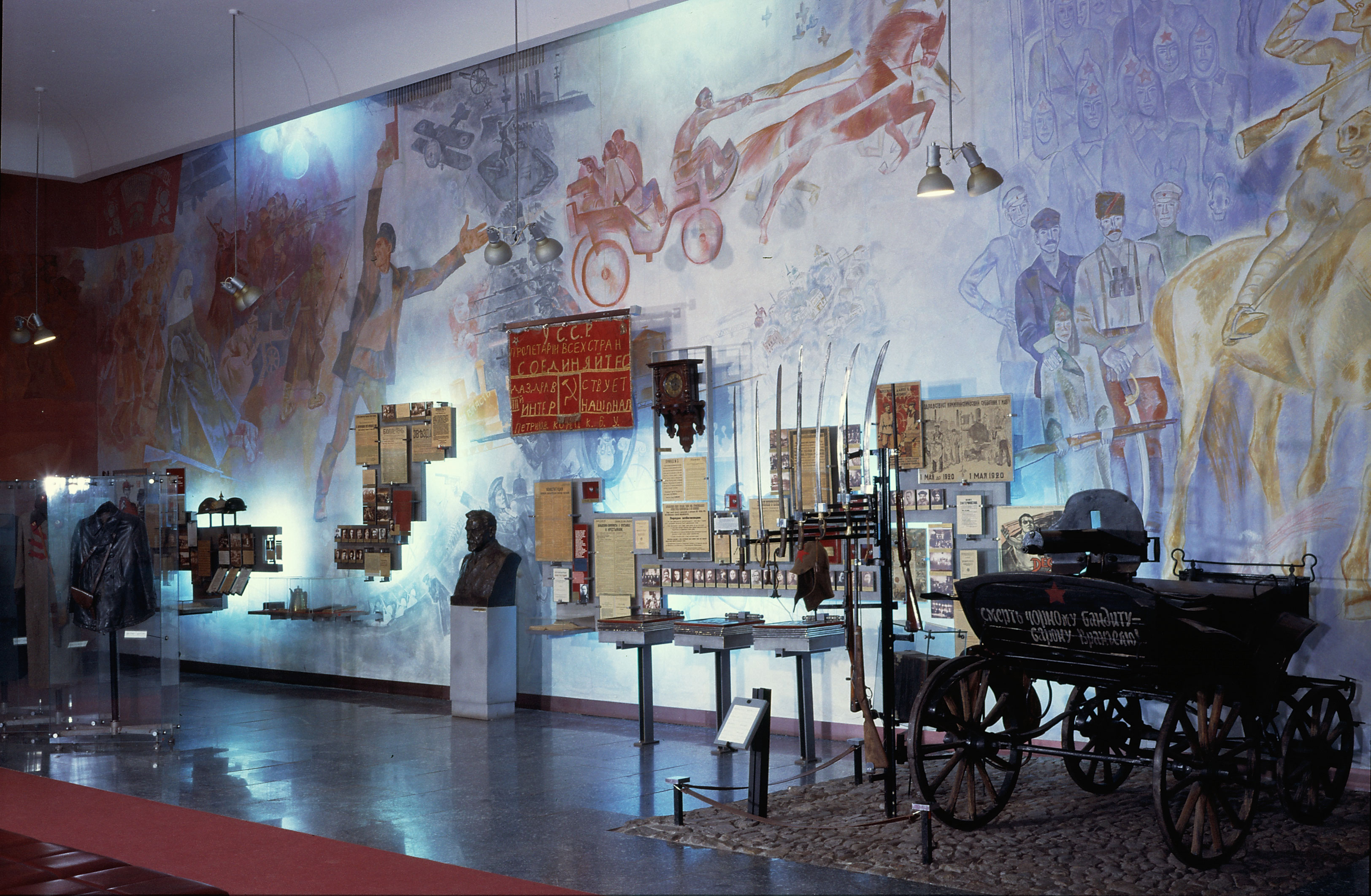
Зала № 5

Експозиція розгорнута на тлі настінного розпису ленінградських художників Тюленєва і Ватеніна і розповідає про події 1917—1921 років у романтичних та символічних образах. Він є своєрідною противагою тим експонатам, що представлені в залі.
Презентовані матеріали розповідають про події Лютневої революції в Петрограді та створення як державних, так і місцевих органів влади.
Ці події знайшли своє відтворення в календарі, який був виготовлений із нагоди 300-річчя династії Романових, з позначенням дати 27 лютого (вівторок).

### Зала 6. Край у 1920—1939 роках

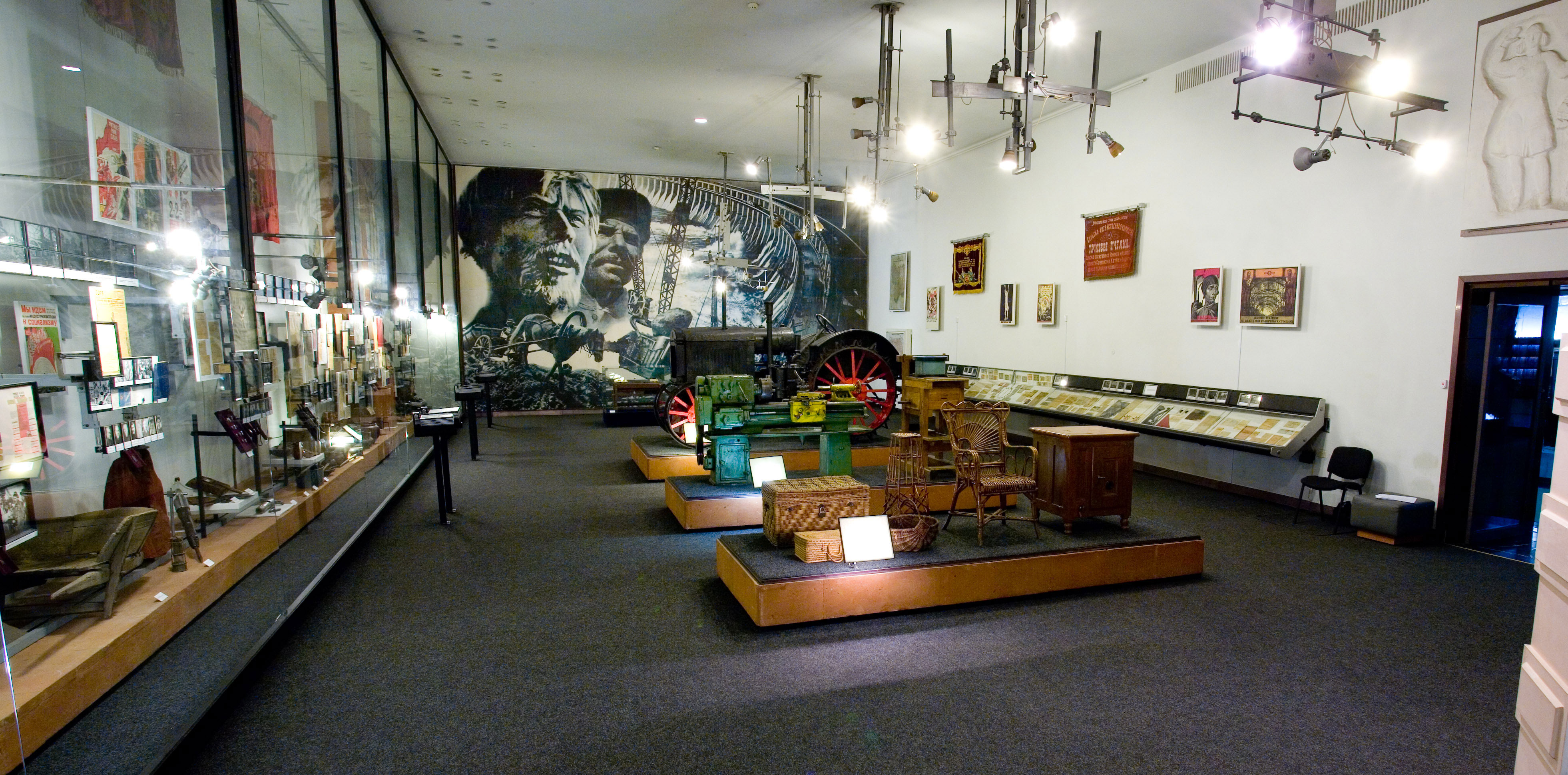
Зала № 6

Цей розділ висвітлює суперечливі політичні, соціально-економічні, культурні перетворення, які відбувались у країні і на Дніпропетровщині в перші 20 років радянської влади під час побудови соціалізму. Матеріали, представлені в даному розділі експозиції, документи, фото, листівки, плакати, прапори, знаки, нагороди, знаряддя праці, грошові знаки, дають можливість відвідувачам побачити два боки життя радянських людей у 1920–1930-і роках — як офіційну, так і приховану — фактичну:
- комбідівські продзагони і голод 1921—1922 років;
- НЕП, грошова реформа 1920-х років і «ножиці» цін;
- кооперація в промисловості і сільському господарстві, відродження народного господарства;
- убогість мас і достаток «непманських» магазинів;
- утворення СРСР, активізація національного життя і депортація малих народів;
- смерть вождя світового пролетаріату Леніна, формування культу Сталіна і «культиків» місцевих вождів;
- проголошення «Сталінської Конституції» і формування концтаборів ГУТАБу;
- колективізація, індустріалізація, перші п'ятирічки, ентузіазм учасників новобудов (Дніпрогес), ударників, стахановців, багатоверстатників;
- голодомор 1932—1933 років, боротьба з «ворогами народу», так званими «контрреволюціонерами».

Поруч із цими матеріалами показані різноманітні побутові речі, які розповідають про повсякденне життя сільських жителів і містян краю, їх культурні інтереси і захоплення: зразки посуду, одягу, меблів, аксесуарів, холодильна камера, абажур, настільна лампа, радіоприймач, патефон із платівками, агітаційна порцеляна і тому подібне. Зібрані і реконструйовані у вигляді інтер'єрів кімнати містянина 1930-х років і магазина «Церабкоопа» в Дніпропетровську.
.

### Зала 7. Край у Другій світовій війні

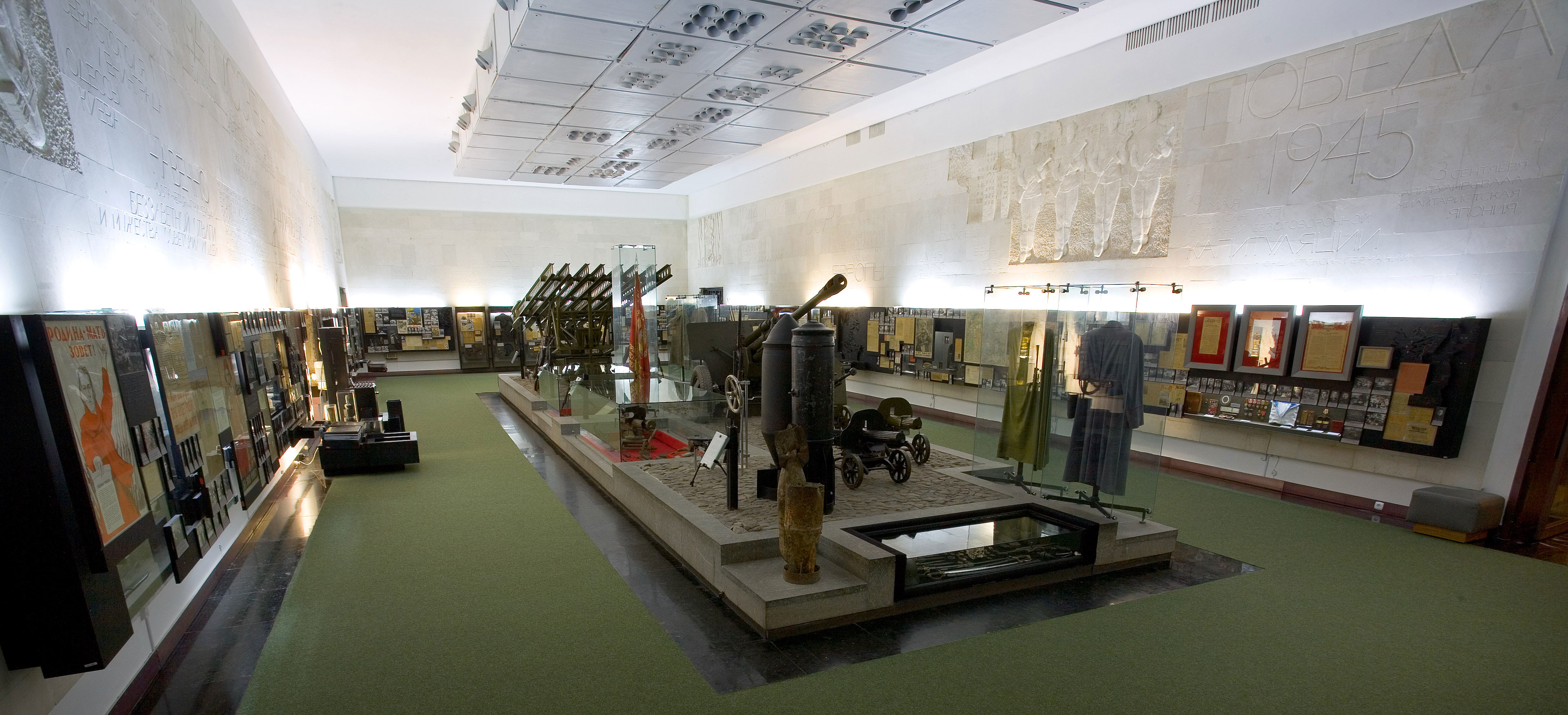
Зала № 7

Зала створена ще у 1975 році і потребувала серйозної реекспозиції, яка розпочалась у жовтні 2018 року.
У залі представлені фотографії, документи, зброя, особисті речі уродженців краю, що захищали кордони СРСР в перші години і дні війни, що брали участь в обороні Одеси, Севастополя, Києва, воювали на різних фронтах в роки війни.
Розкрита тема оборони Дніпропетровська і краю в серпні—жовтні 1941 року. Експонуються бомби, що не розірвалися, скинені нацистами на місто в липні 1941 року, зброя, знайдена на місцях оборонних боїв через 30 років після війни.
Показані матеріали учасників оборони, що були відзначені високими урядовими нагородами: Ю. Г. Пушкін, командир 8-ї танкової дивізії; Б. О. Кротов, командир кавалерійського полку; льотчиків — І. П. Вдовенко, М. В. Гомоненко, В. П. Карпова і І. М. Пулатова, які знищили ворожу переправу через Дніпро.
Значну частину експозиції займають матеріали про окупаційний режим: фото, документи, предмети, знайдені на місці розстрілу мешканців міста та області, предмети, що належали в'язням концтаборів. Також поряд матеріали, що оповідають про боротьбу учасників антифашистського підпілля і партизан, до якої були залучені десятки тисяч жителів Дніпропетровщини.
У залі також розміщено реконструкцію партизанської землянки в лісі Самари, де діяв з'єднаний партизанський загін під командуванням П. Я. Жученко, Г. С. Мазніченко: зброя, у тому числі і трофейна, німецька, італійська, предмети побуту партизан, агітаційна продукція.
На подіумі — колекція зброї періоду війни: 500-тонні авіаційні бомби, міномети, пістолети-кулемети Шпагіна (ПКШ), кулемети системи Дегтярьова, «Максими», гармата ЗІС-3, реактивна артилерія («Катюша»), у створенні якої брали участь і дніпропетровці в тилу Радянського Союзу, куди було вивезено устаткування дніпропетровських заводів.
Колекція урядових нагород і відзнак представлених в експозиції залу охоплює практично весь їх набір, що існував в роки війни, якими нагороджували за бойові і трудові подвиги, а також післявоєнні ювілейні нагороди.
У колекції багато нагород держав Західної Європи, на території яких армія СРСР воювала проти нацизму. Центральне місце в залі займає комплекс матеріалів Володимира Судця, льотчика, Героя Радянського Союзу, Героя Монголії, маршала авіації, учасника першого параду Перемоги. Завершують експозицію зали трофейні нагороди і зброя, матеріали війни Радянського Союзу проти Японії.
.

### Зала 8. Виставка «У кожного своя доля, свій світ широкий»
У 1997 році експозиція зали, яка розповідала про післявоєнну історію Дніпропетровщини, була розібрана. У 2010 році там була створена виставка «У кожного своя доля, свій світ широкий». Тривають роботи щодо збору матеріалу та фінансів для реекспозиції зали, яка буде розповідати про сучасну історію Дніпропетровської області.
Діюча виставка розповідає про національно–культурне відродження України, національно-етнографічних особливостей, традицій, функціонування української мови у всіх сферах суспільного життя. На виставці окремо виділено тему «Віра в бога, віра в чоловіка», що розповідає про шедеври церковного мистецтва: ікони, стародруковані книги, ритуальні речі, церковний одяг на час богослужіння, матеріали про проведення ритуальних церковних обрядів: хресний хід, хрещення, поминальна служба та інше.
Тут також представлені стародруковані книги, кобзи, вишивані рушники, писанки, предмети з петриківським розписом.

### Зала 9. Виставка «Це не повинно повторитися»

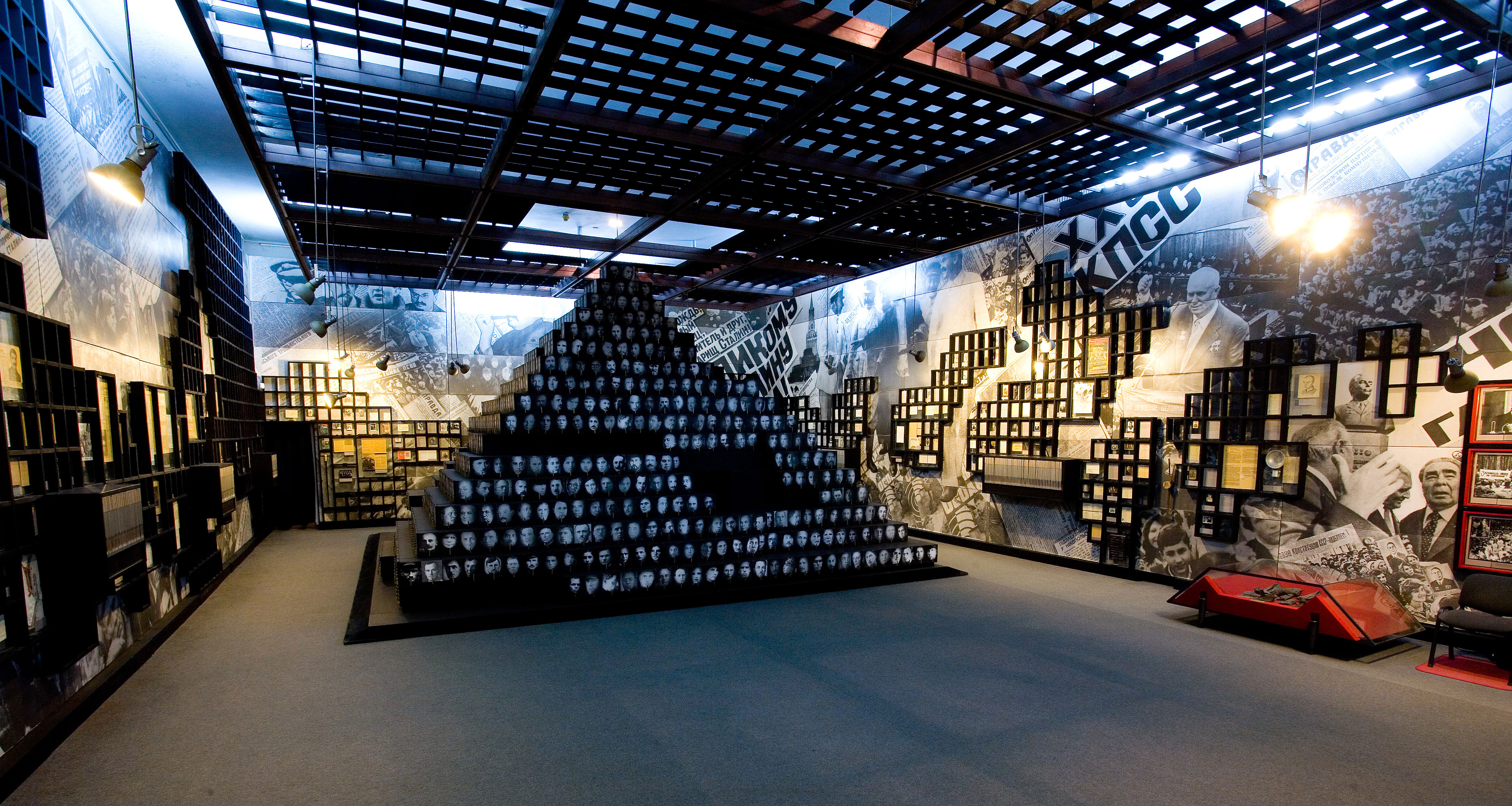
Виставка «Це не повинно повторитися», про сталінські репресії 1930–1950-х років

«Це не повинно повторитися» — таку назву має експозиція, що стала даниною пам'яті мільйонам жертв репресивної сталінської системи. Це своєрідний меморіал, де перед відвідувачами постають справжні свідоцтва, історичні залишки — фотографії, документи, речові реліквії — народної трагедії 1930–1950-х років.
Серед документальних джерел про штучно створений голод на Україні в 1932—1933 років — примірники місцевих газет за грудень 1932 і початок 1933 років із переліком колгоспів краю, що потрапили на «чорну дошку», тобто що відмовилися здавати весь хліб, включаючи і посівну фундацію, у рахунок хлібозаготівель, із статтями про репресії, що обрушилися на «саботажників» з Оріхівського та інших районів області; матеріали комуни «Маяк» Покровського району, члени керівництва якої також відмовилися здати посівне зерно і були засуджені до різних термінів позбавлення волі; заяви селян до правління артілі «Шлях до комуни» з проханням надати їм допомогу продовольством у зв'язку з голодом.
Серед імен репресованих, чиї матеріали представлені в експозиції, є воєначальники, діячі партії та уряду, науки, культури, мистецтв: командарм П. Ю. Дибенко, комкори І. К. Грязнов і Д. Ф. Сердич; всеукраїнський староста Г. І. Петровський, нарком землеробства країни Я. А. Яковлєв, секретар ЦК КП(б)У М. М. Хатаєвич, член першого уряду Радянської України Е. І. Квірінг, директора видавництва художньої літератури Г. Д. Епіка.
У центрі зали височіє п'ятиметрова багатосходинкова піраміда, утворена з портретів людей, знищених у роки репресій — своєрідний меморіал у меморіалі.

## Колекції музею
- Археологічна колекція;
- Пам'ятки Давнього Єгипту;
- Антична колекція; у 2019 році місцевим нікопольським краєзнавцем Олегом Фатєєвим передана велика колекція фрагментів давньогрецьких амфор, яку він збирав 33 роки; давньогрецькі амфори були виявлені біля колишнього великого скіфського поселення біля села Капулівка й були предметом імпорту у Скіфію з різних давньогрецьких міст-держав[28];
- Колекція козацьких старожитностей;
- Культова колекція;
- Етнографічна колекція;
- Кераміка, порцеляна, скло;
- Колекція зброї;
- Фалеристична колекція;
- Музейна мозаїка;
- Нумізматика та боністика;
- Колекція годинників;
- Меморіальні предмети;
- Книжково-архівне зібрання;
- Фото-, фоно-, кіно-, відеоматеріали.

## Керівництво музею
- Яворницький Д. І. (1902—1933)
- Фідровський В. М. (жовтень 1933 ?)
- Карпенко Г. А. або І. Ф. (жовтень 1933 — жовтень 1934)
- Юр'їв (листопад 1934)
- Чигиринський О. В. (грудень 1934)
- Ротманська С. С. (грудень 1934 — січень 1935)
- Садовський (1933—1934)
- Зак Ш. А. (січень—серпень 1935)
- Ладиженська Н. А. (серпень—вересень 1935)
- Александров Л. Н. (вересень 1935—1936)
- Онищенко М. І. (грудень 1936)
- Коломієць І. Г. (1937 ?)
- Шилко В. Ф. (1938—1941)
- Козар П. А. (1942—1943)
- Красицький Д. Ф. (1943—1946)
- Мізін В. О. (1946—1952)
- Ліньов С. П. (1952—1957)
- Ханіас-Нібо М. Я. (1957—1963)
- Ватченко Г. Ф. (1963—1983)
- Цукур Л. С. — в.о. (1983)
- Дешко Л. К. (1983—1986)
- Земцов В. Ф. (1986—1988)
- Сологуб М. А. (1988—1990)
- Стежар А. М. (1990—1998)
- Капустіна Н. І. (1998—2018)[29]
- Пісчанська Ю. В. (2018—2023)
- Старік О. В. (з 2023 року)

## Співробітники музею
- Романченко Трохим Миколайович (1880—1930) — український народний письменник, поет, перекладач, етнограф, автор п'єс, збирач фольклорних та етнографічних матеріалів. Працював у музеї з 1910 по 1917 роки на посаді головного хранителя[30].
- Строменко Василь Іоанікійович (1880—1937) — перший зберігач фондів історичного музею, в якому працював з 1905 по 1908 роки[31].
- Соляник Василь Степанович (1896 — ?) — український археолог, музеєзнавець, учитель, реставратор, художник. Учень Дмитра Яворницького. Працював в музеї з 1926 по 1934 роки[32].
- Шаповал Іван Максимович (1905—2003) — український письменник, краєзнавець, учений у галузі металургії. Кандидат технічних наук. Член Національної спілки письменників України (від 1967 року). Працював в музеї з 1928 по 1933 роки.
- Кравченко Василь Григорович (1862—1945) — український діалектолог, етнограф та письменник. Працював у музеї з 1931 по 1933 роки[33].
- Прокудо Віталій Стефанович (1920—1995) — музейний працівник, дослідник історії Другої світової війни. В музеї з 1963 по 1986 роки[34].
- Шевченко Григорій Ілліч (1913—1979) — краєзнавець і музеєзнавець. Працював у музеї з 1952 по 1959 і з 1963 по 1975 роки[35].
- Струнников Микола Іванович (1871—1945) — російський і радянський живописець; член Асоціації художників революційної Росії з 1923 року; заслужений діяч мистецтв РРФСР з 1940 року. Працював в музеї в 1920-х роках[36].
- Бекетова Валентина Михайлівна (1954—2017) — заслужений працівник культури України, кандидат історичних наук, музеєзнавець, краєзнавець, геральдист. В музеї з 1977 по 2017 роки[37].
- Матвієвський Павло Євменович (1904—1987) — український та російський історик, музеєзнавець.